# Members Only, Vol. 2
Members Only, Vol. 2 è il secondo mixtape del rapper statunitense XXXTentacion con i Members Only, pubblicato il 23 ottobre 2015.
L'album include artisti come XXXTentacion, Ski Mask the Slump God, Fukkit, Flyboy Tarantino e altri.

## Antefatti
Il 25 maggio 2015, XXXTentacion pubblicò uno snippet di un brano intitolato Save Me sul suo account SoundCloud, in collaborazione col rapper Yaprak Asimov. Cinque mesi dopo, la versione completa del brano è stato ripubblicato all'interno del mixtape Members Only, Vol. 2.
Il 27 giugno, Ski Mask the Slump God ha pubblicato la canzone BROLY! (inizialmente intitolata Broly (Intro)), rivelando che doveva fare da introduzione al nuovo mixtape dei Members Only. Tuttavia, in seguito alla pubblicazione dell'album, la canzone è stata inserita come seconda traccia comportando la rinomina del brano, che diverrà successiva al brano XXX.
Il 29 giugno, XXXTentacion pubblicò uno snippet del brano I AM! sul suo account SoundCloud.
Il 1º luglio, XXXTentacion ha pubblicato il brano Rare, Part 2 sul suo account YouTube.
Il 13 ottobre, XXXTentacion ha pubblicato sul suo account SoundCloud il brano TUMMY TUCK (XXX “LICK” VERSE) (noto anche come Lick! (clip)). Il brano è una versione abbreviata di Live Off a Lick di Smokepurpp.
Members Only, Vol. 2 è stato pubblicato sei mesi dopo il primo mixtape con i Members Only.

## Tracce
1. XXX (Intro) (XXXTentacion) – 1:29 (testo: Jahseh Onfroy – musica: XXXTentacion)
2. Broly! (Ski Mask the Slump God ft. XXXTentacion) – 1:15 (testo: Jahseh Onfroy, Stokeley Goulbourne – musica: AKATrae)
3. BitchCallMeCaptainMorgan (XXXTentacion) – 1:45 (testo: Jahseh Onfroy – musica: Softwehr)
4. Splash! (Ski Mask the Slump God) – 2:56 (testo: Stokeley Goulbourne – musica: Beatsbyasia)
5. Nascar (Fukkit) – 3:44 (testo: Fukkit – musica: Only The Flyest)
6. King Of The Dead (XXXTentacion) – 3:42 (testo: Jahseh Onfroy – musica: Fifty Grand, Hellion)
7. Take It There (Flyboy Tarantino) – 2:18 (testo: Steven Mancebo)
8. Orgy (Ski Mask the Slump God) – 1:47 (testo: Stokeley Goulbourne)
9. Very Rare Forever Freestyle (XXXTentacion) – 1:34 (testo: Jahseh Onfroy – musica: Yaprak Asimov)
10. Polo Man (Fukkit) – 2:54 (testo: Fukkit – musica: Vinny Changos)
11. Netherrack! - I Just Wont Break (XXXTentacion) – 2:55 (testo: Jahseh Onfroy – musica: Neid)
12. Killers! (Ski Mask the Slump God) – 0:45 (testo: Stokeley Goulbourne – musica: Ace Bankz)
13. Save Me (XXXTentacion ft. Yaprak Asimov) – 4:16 (testo: Jahseh Onfroy, Yaprak Asimov – musica: XXXTentacion, Yaprak Asimov)
14. Mia Wallace (Flyboy Tarantino) – 3:52 (testo: Steven Mancebo – musica: DJ Killa, Flyboy Tarantino)
15. Lunacy (SNDNGCHLLZ ft. XXXTentacion) – 2:49 (testo: Jahseh Onfroy, Enzo Leonardo – musica: DIRTY DAIMYO)
16. Lick! (clip) (feat. Smokepurpp) (XXXTentacion) – 1:18 (testo: Jahseh Onfroy, Omar Pineiro – musica: 808 Trel)
17. Playboy! (Ski Mask the Slump God) – 2:16 (testo: Stokeley Goulbourne)
18. WingRiddenAngel (XXXTentacion) – 2:46 (testo: Jahseh Onfroy – musica: XXXTentacion, Kellbender)
19. Xanax! (Ski Mask the Slump God) – 1:37 (testo: Stokeley Goulbourne – musica: EZRA)
20. I Am! (XXXTentacion) – 1:43 (testo: Jahseh Onfroy – musica: DJ Patt)
21. Save Yourself! (Kilo Jr ft. 1HunnitJunior, Ski Mask the Slump God, XXXTentacion) – 5:07 (testo: Jahseh Onfroy, Stokeley Goulbourne, 1HunnitJunior – musica: 808 Mafia)
22. Rare, Part 2 (XXXTentacion) – 2:28 (testo: Jahseh Onfroy – musica: Lirker)